# Zygmunt Szacherski
Zygmunt Mariusz Szacherski (ur. 3 lutego 1898 w majątku Pianów k. Pułtuska, zm. 11 stycznia 1970 w Olsztynie) – starosta w II Rzeczypospolitej, podporucznik kawalerii Wojska Polskiego, powstaniec warszawski.

## Życiorys
Urodził się 3 lutego 1898 w majątku Pianów k. Pułtuska. Po odzyskaniu przez Polskę niepodległości został przyjęty do Wojska Polskiego. 28 czerwca 1919 został przeniesiony z grupy pułkownika Berbeckiego do Oddziału II Naczelnego Dowództwa Wojska Polskiego. W 1921 został przeniesiony do rezerwy. Został zweryfikowany w stopniu podporucznika ze starszeństwem z dniem 1 czerwca 1919 w korpusie oficerów piechoty. W latach 1923–1926 był oficerem rezerwowym 13 pułku piechoty w Pułtusku. W lutym 1926 został przeniesiony do korpusu oficerów rezerwy kawalerii i wcielony do 10 Pułku Strzelców Konnych w Łańcucie. W 1934 posiadał przydział do Oficerskiej Kadry Okręgowej Nr VIII jako oficer „reklamowany na 12 miesięcy” i pozostawał wówczas w ewidencji Powiatowej Komendy Uzupełnień Gdynia.
Po przejściu do rezerwy zarządzał rodzinnym majątkiem. W 1929 wstąpił do służby publicznej, początkowo w Komisariacie Rządu na m. st. Warszawę, następnie w Urzędzie Wojewódzkim w Warszawie, w latach 1931–1933 w jako naczelnik Wydziału Administracji Rządowej w Komisariacie Rządu w Gdyni.  Od 20 września 1933 pełnił urząd starosty powiatu łuckiego (także przez rok 1934). Na tym stanowisku zasiadł w zarządzie założonego w 1933 Towarzystwa Krzewienia Kultury Teatralnej na Wołyniu. Od grudnia 1934 do grudnia 1938 sprawował stanowisko starosty powiatu dolińskiego, po czym w styczniu 1939 odbyło się jego pożegnanie w Dolinie. Od początku 1939 był starostą powiatu brzeskiego. W czerwcu 1939 przychodząc z Brześcia objął urząd starosty powiatu sanockiego. Latem 1939 stanął na czele Powiatowego Komitetu FON. Posadę starosty sprawował do wybuchu II wojny światowej we wrześniu 1939.
We wrześniu 1939 ewakuował się wraz z sanockim starostwem na wschód i zmierzał do Stanisławowa. W czasie II wojny światowej był kierownikiem Wydziału Wojskowego Administracji Zastępczej ZWZ-AK w Radomiu. Uczestniczył w powstaniu warszawskim. W konspiracji posiadał stopień rotmistrza i używał pseudonimu „Piotr”.
Po zakończeniu wojny pracował w Warszawskich Okręgowych Zakładach Młynarskich, następnie Olsztyńskich Okręgowych Zakładach Młynarskich. W sierpniu 1954 został aresztowany i w 1955 skazany na karę 3 lat pozbawienia wolności za walkę z ruchem komunistycznym w okresie międzywojennym, która miał toczyć na stanowiskach administracji. 
Zmarł 11 stycznia 1970. Został pochowany na cmentarzu komunalnym w Olsztynie (kwatera 25-6-8). Był żonaty.

## Odznaczenie
- Srebrny Krzyż Zasługi (9 listopada 1931)[24]